# All Eyez on Me (film)
All Eyez on Me is een Amerikaanse biografische dramafilm uit 2017 over het leven van Tupac Shakur.  De titel is afkomstig van de naam van Shakurs vierde studioalbum uit 1996. De film werd geregisseerd door Benny Boom en de hoofdrol wordt vertolkt door Demetrius Shipp jr., met onder anderen Kat Graham, Lauren Cohan, Hill Harper en Danai Gurira in de overige rollen. 
De film werd uitgebracht in de Amerikaanse bioscopen op 16 juni 2017, wat Shakurs 46e verjaardag zou zijn. 

## Rolverdeling
| Acteur              | Personage            |
| ------------------- | -------------------- |
| Demetrius Shipp jr. | Tupac Shakur         |
| Danai Gurira        | Afeni Shakur         |
| Kat Graham          | Jada Pinkett         |
| Hill Harper         | Interviewer          |
| Annie Ilonzeh       | Kidada Jones         |
| Lauren Cohan        | Leila Steinberg      |
| Keith Robinson      | Atron                |
| Jamal Woolard       | The Notorious B.I.G. |
| Dominic L. Santana  | Suge Knight          |
| Cory Hardrict       | Nigel                |
| Clifton Powell      | Floyd                |
| Jamie Hector        | Mutulu Shakur        |
| DeRay Davis         | Legs                 |
| Chris Clarke        | Shock G              |
| Jarrett Ellis       | Snoop Dogg           |
| Grace Gibson        | Faith Evans          |